# とびこ

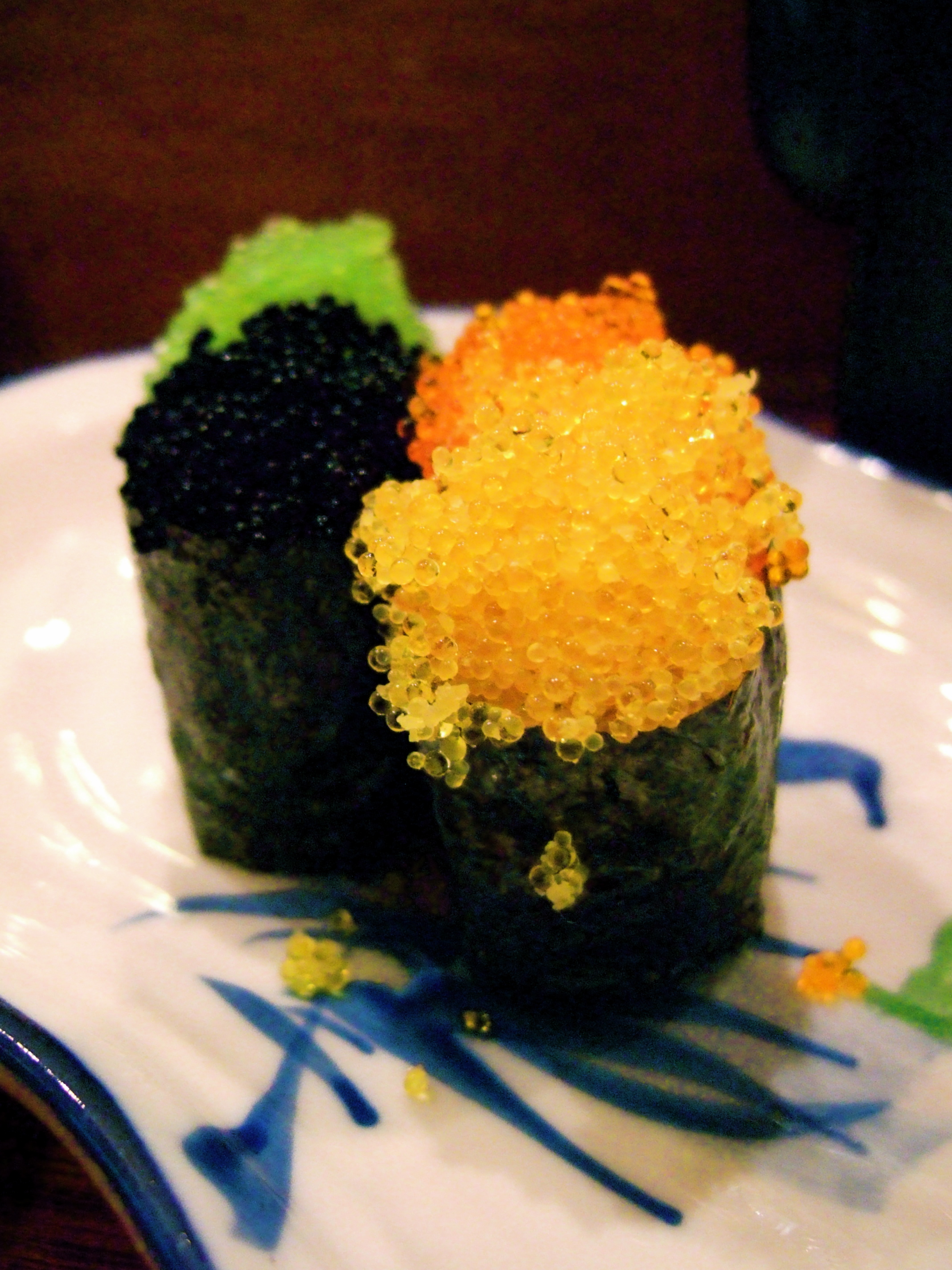
とびこの軍艦巻き

とびこ（飛子・飛び子）とは、トビウオ（飛魚）の魚卵を塩漬けにした食品。

## 概要
とびこは、イクラの卵よりも小粒で透き通った黄金色の小さい球状の卵の集合体である。サイズは個々の卵のおよその直径で1ミリ前後、皮が固く、噛むと粒がはじける感触を楽しめる。おもに寿司のネタとして利用され、ちらし寿司や軍艦巻で食べられる。
「とびこ」のほか「とびっこ」の表記もあるが、こちらは水産加工会社のかね徳（本社：兵庫県芦屋市）の製品として商標登録されているため、「飛卵」（とびらん）のような表記で売られていることがある。
現在は、インドネシアなどの南方海域からの輸入品が多い。ゴールデンキャビアの名前でカナッペなどにされるほか、黒く着色した製品は人工キャビアとして利用される。
なお代用品として、カラフトシシャモの卵を使用した「ししゃもっこ」（「まさご」（真砂子）とも呼ぶ）がある。